# Mannophryne venezuelensis
Mannophryne venezuelensis es una especie de anfibio anuro de la familia Aromobatidae.

## Distribución geográfica
Esta especie es endémica del estado de Sucre en Venezuela. Habita en la península de Paria, desde el nivel del mar hasta 600 m de altitud.

## Descripción
Mannophryne venezuelensis mide hasta 19.4 mm para los machos y hasta 21.5 mm para las hembras.

## Taxonomía
Esta especie ha sido considerada durante mucho tiempo como una población continental de Mannophryne trinitatis pero difiere en particular de su tamaño más pequeño, una coloración diferente, un grito de llamada compuesto por una nota simple modulada en frecuencia y diferencias genéticas.

## Etimología
Su nombre de especie, compuesto por venezuel[a] y el sufijo latín -ensis, significa "que vive, que habita", y le fue dado en referencia al lugar de su descubrimiento.

## Publicación original
- Manzanilla, Jowers, La Marca & García-París, 2007 : Taxonomic reassessment of Mannophryne trinitatis (Anura: Dendrobatidae) with a description of a new species from Venezuela. Herpetological Journal, vol. 17, n.º 1, p. 31-42[5]